# Otto Schneider (Bildhauer)
Otto Gustav Schneider (* 16. Juli 1890 in Karlsruhe; † 19. Juni 1946 ebenda) war ein deutscher Bildhauer und Keramiker.

## Leben und Werk
Otto Schneider war ein Sohn des Kaufmanns Gustav (1853–1906) und der Louise, geborene Becker (1862–1935).
Nach dem Abitur absolvierte er ab 1909 eine Lehre an der Staatlichen Majolika Manufaktur Karlsruhe bei Wilhelm Süs. Anschließend studierte er bis 1914 an der Badischen Landeskunstschule bei Carl Kornhas, der den Fachbereich Keramik leitete. Zuletzt folgte eine Ausbildung an der Keramikfachschule in Höhr-Grenzhausen. 1912 war Schneider als Gehilfe für ein halbes Jahr im Atelier von Auguste Rodin tätig. Von 1919 bis 1921 studierte er wieder an der Badischen Landeskunstschule in Karlsruhe, diesmal Bildhauerei bei Hermann Volz und als Meisterschüler von Georg Schreyögg. 

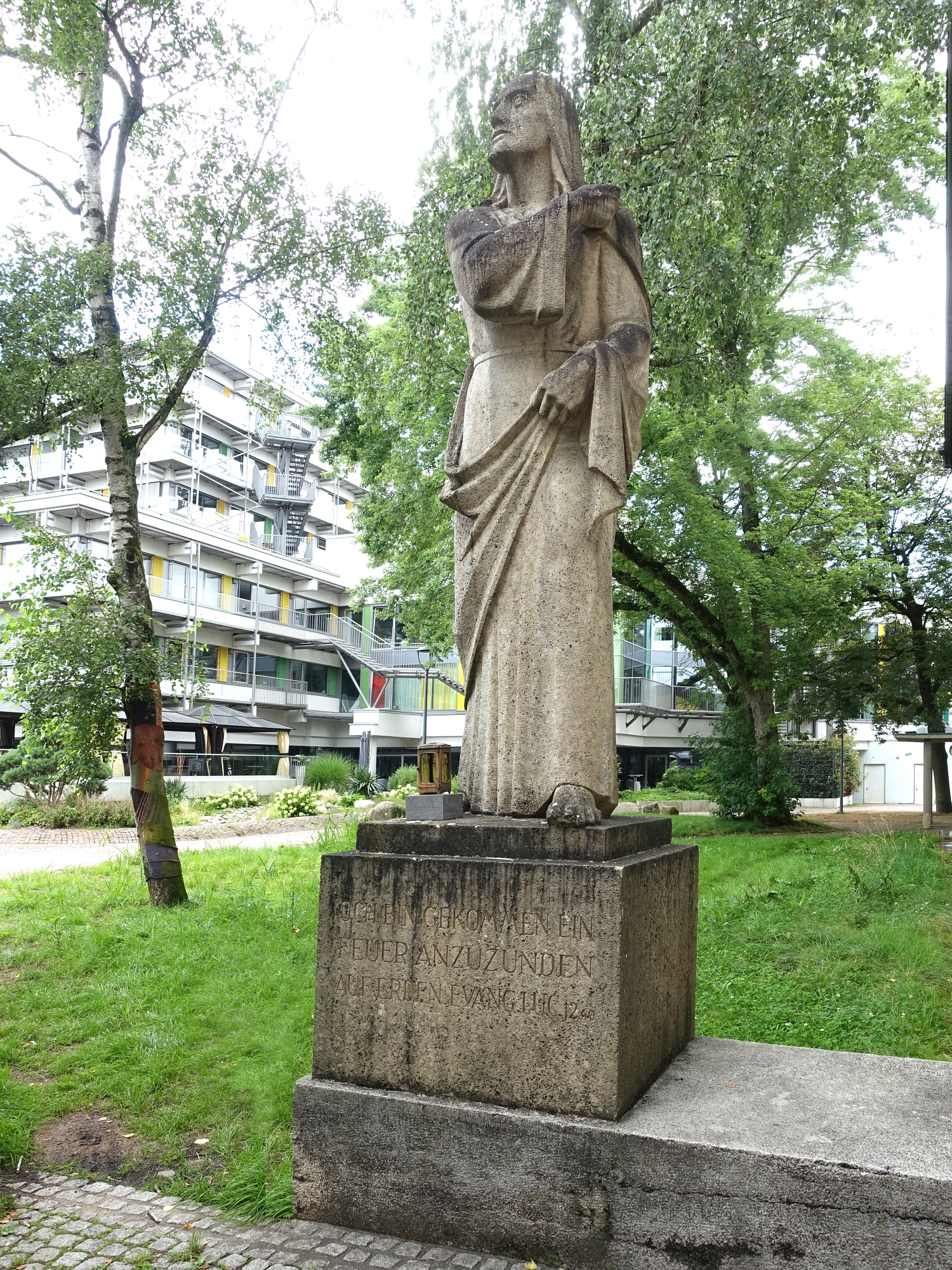
Skulptur bei der Christuskirche Rheinfelden (Baden).

Schneider wurde im Ersten Weltkrieg verwundet und trug eine Hörschädigung davon, die ihn vor einem Kriegseinsatz während des Zweiten Weltkriegs verschonte. In der Deutschen Kunstausstellung von 1922 in Baden-Baden präsentierte er erstmals Plastiken in der Öffentlichkeit, zwei Porträtbüsten und ein „Betender Jüngling“, alle in Gips ausgeführt. Neben Porträtbüsten bildeten als Folge seiner Kriegsverletzung christliche Themen die Schwerpunkte seines etwa 360 Arbeiten umfassenden Œuvres. Gips und insbesondere Keramik waren zeitlebens seine bevorzugten Werkstoffe, Materialien wie Marmor, Granit, Terrakotta oder Bronze fanden nur gelegentlich Anwendung.
1926 heiratete Otto Schneider die Sopranistin Clara Liselotte Schiller (1904–1984). 1927 kamen ihre Zwillinge Gerd und Rolf zur Welt. Schneider erhielt 1933 den Badischen Staatspreis sowie eine silberne Ehrenmünze für das Porträt des Journalisten, Schriftstellers und Komponisten Hermann Weick (1887–1972).
Als Spezialist für Majolika-Technik stellte Schneider für die Staatliche Majolika Manufaktur Karlsruhe zahlreiche Klein- und Gebrauchsplastiken sowie Baukeramiken her. So stammen beispielsweise die beiden keramischen Wandbilder Der verlorene Sohn und Der barmherziger Samariter in der Vorhalle der 1934/1935 nach Plänen von Otto Bartning erbauten Markuskirche in Karlsruhe von seiner Hand. Zwischen 1936 und 1940 schuf er auch einige Statuen und Keramiken mit christlichen Motiven für auswärtige Kirchen. 
Im Dritten Reich passte sich Schneider der nationalsozialistischen Kunstdoktrin an und schuf Büsten und Reliefs von Adolf Hitler, NS-Hoheitszeichen und Monumentalkunstwerke, wie das Außenrelief am Luftschutzbunker der Gartenstadt von 1942, das einen Frau und Kind beschützenden germanischen Krieger mit Schild und Lanze zeigt. 
Nach 1945 geriet Otto Schneider weitgehend in Vergessenheit. 1946 erfolgte eine Gedächtnisausstellung durch den Karlsruher Kunstverein.